# Harmadik konstantinápolyi zsinat
A harmadik konstantinápolyi zsinat a katolikus egyház hatodik egyetemes zsinata, amelyet 680. november 7. és 681. szeptember 16. között tartottak Konstantinápolyban a császári palota kupolatermében. A zsinatot IV. Kónsztantinosz bizánci császár hívta össze Agaton pápával egyetértésben. A keleti ortodoxia és a római katolicizmus ökumenikus tanácsa azért ült össze, hogy elítéljék a monofizitizmust.

## Háttér
A bizánci birodalomban kialakult egy krisztológiai tévtanítás, amely Krisztusban egy természetet lát abban az értelemben, hogy az isteni természet mintegy felszívta az emberi természetet. Követői volt Alexandriai Dioszkorosz, Eutükhenész, Szeverosz. 451-ben a Khalkédóni zsinat értelmezést adott a tévtanítás ellen, de nem tudta kiirtani a monofizita eszmét. Egy szír származású bizonyos Jakob Baradaeus fanatikus, bejárta álruhában a keletet 533. körül és monofizita püspököket szentelt. I. Justinus bizánci császár is csak visszaszorítani tudta a monofizitákat, avval hogy érvényesíteni próbálta a zsinat eredményeit. Szergiosz konstantinápolyi pátriárka egy áthidaló megoldást keresve jutott el a monothelétizmus gondolatához, mely ugyancsak eretnekség lett. A végső megoldást a harmadik konstantinápolyi zsinat hozta meg.

## A zsinat
A 13. ülésen - ami 681. március 28-án volt - elítélték a monothelétizmust, és mindazokat a korábbi császári rendeleteket, amelyek követői voltak a tévtanításnak, vagyis az Ekhteziszt és a Tüposzt. A záróülésen pedig - amely a 16. ülés volt -, a monofizitizmust ítélték el, és továbbra is evvel kapcsolatban a korábbi zsinatokat megerősítvén újra kiálltak a hüposztatikus egység mellett, amely kimondta Jézus Krisztusban az emberi természet egyesült a Fiú isteni személyével.